# Лаваль, Виктор
Виктор Лаваль (англ. Victor LaValle; род. 3 февраля 1972) — американский писатель. Автор сборника рассказов «Пощёчина Иисусу» и четырёх романов — «Экстаз», «Большая машина», «Дьявол в серебре» и «Подменыш». В 2016 году новелла в стиле фэнтези «Баллада о Чёрном Томе» получила премию Ширли Джексон за лучшую новеллу. Лаваль пишет в основном в жанре фантастики, хотя он также писал эссе и рецензии на книги для GQ, Essence Magazine, The Fader, The Washington Post и других изданий.
Роман «Подменыш» опубликованный в 2017 году издательством Spiegel & Grau получил одобрение критиков. Он был выбран в качестве одной из десяти лучших книг 2017 года Нью-Йоркской публичной библиотекой и получил Всемирную премию фэнтези за лучший роман, премию Локус 2018 за роман ужасов, и Британскую премию фэнтези 2018 за хоррор.

## Биография
Лаваль родился 3 февраля 1972 года и вырос в Куинсе в семье матери-одиночки, которая в двадцатилетнем возрасте эмигрировала из Уганды. Учился в академии Вудмир, затем получил степень по английскому языку в Корнеллском университете и степень магистра изящных искусств в области творческого письма в Колумбийском университете.
Живёт в Нью-Йорке со своей женой, писательницей Эмили Работо, сыном и дочерью.